# Donacoscaptes neogynaecella
Donacoscaptes neogynaecella là một loài bướm đêm trong họ Crambidae.